# Distrito electoral de Tamaroa n.º 2
Tamaroa No. 2 (en inglés: Tamaroa No. 2 Precinct) es un distrito electoral ubicado en el condado de Perry en el estado estadounidense de Illinois. En el Censo de 2010 tenía una población de 804 habitantes y una densidad poblacional de 12,09 personas por km².

## Geografía
Tamaroa n.º 2 se encuentra ubicado en las coordenadas 38°9′43″N 89°14′48″O / 38.16194, -89.24667. Según la Oficina del Censo de los Estados Unidos, Tamaroa n.º 2 tiene una superficie total de 66.5 km², de la cual 66.44 km² corresponden a tierra firme y (0.09%) 0.06 km² es agua.

## Demografía
Según el censo de 2010, había 804 personas residiendo en Tamaroa n.º 2. La densidad de población era de 12,09 hab./km². De los 804 habitantes, Tamaroa n.º 2 estaba compuesto por el 98.26% blancos, el 0.25% eran afroamericanos, el 0.37% eran amerindios, el 0% eran asiáticos, el 0% eran isleños del Pacífico, el 0.25% eran de otras razas y el 0.87% pertenecían a dos o más razas. Del total de la población el 0.75% eran hispanos o latinos de cualquier raza.